# Indiana State Sycamores

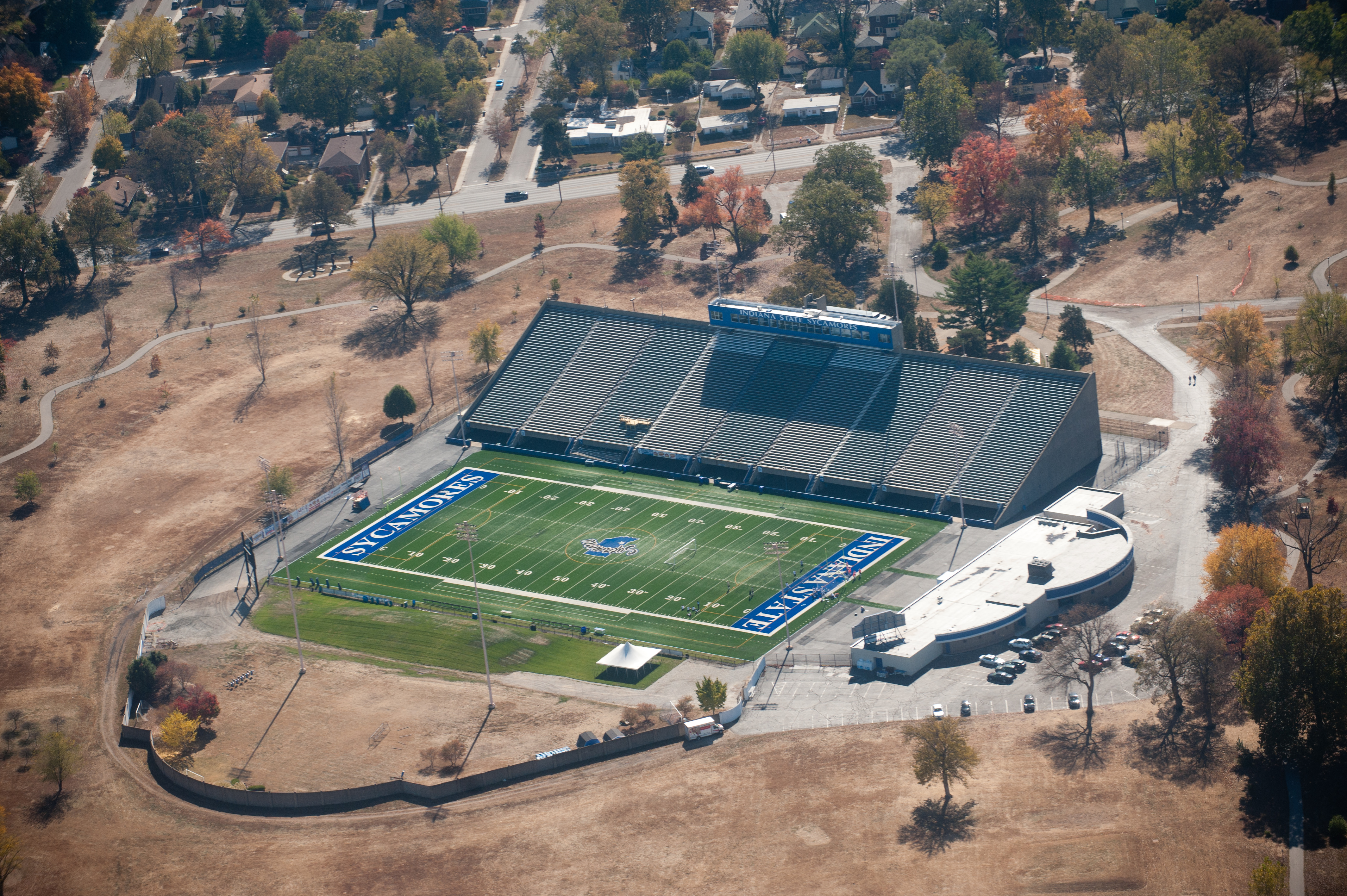
Memorial Stadium

Indiana State Sycamores (español: Sicómoros de la Estatal de Indiana) es el equipo deportivo de la Universidad Estatal de Indiana, situada en Terre Haute, Indiana. Los equipos de los Sycamores participan en las competiciones universitarias organizadas por la NCAA, y forman parte de la Missouri Valley Conference en todos los deportes excepto en fútbol americano, donde compite en la Missouri Valley Football Conference.

## Apodo
En los orígenes de la universidad, a los atletas se les conocía como "Fighting Teachers", hasta que los alumnos decidieron cambiarlo por el apodo de "Sicamore Trees", por la abundancia de esos árboles en el estado de Indiana. Se creó una tribu india ficticia, los Sycamores, con su jefe "Chief Quabachi", que fue la mascota hasta 1989, cuando las leyes estadounidenses pusieron trabas a la utilización de nomenclaturas o mascotas relacionadas con los indios americanos.

## Programa deportivo
Los Sycamores participan en las siguientes modalidades deportivas:
| - Masculino - Béisbol - Baloncesto - Cross - Fútbol americano - Atletismo | - Femenino - Baloncesto - Cross - Fútbol - Tenis - Golf - Softball - Voleibol - Atletismo |

### Baloncesto
Es la sección más conocida de la universidad, ya que en ella jugó una de las mayores estrellas profesionales de todos los tiempos, Larry Bird, con el que llegaron a la final de la NCAA en 1979, siendo batidos por la Universidad de Míchigan State, a cuyo frente estaba Magic Johnson. Además de ese éxito, han conseguido 3 títulos de conferencia, el último de ellos en 2011.
Además de Bird, otros nueve jugadores de Indiana State han llegado a la NBA o a la ABA, pero ninguno de ellos tuvo demasiada repercusión.
Estos son los números retirados por la universidad de Indiana State, en su pabellón, el Hulman Center, y que no pueden ser usados por ningún otro jugador de la universidad.
| Número | Jugador     | Años             |
| ------ | ----------- | ---------------- |
| 54     | Duane Klueh | 1945–1949        |
| 33     | Larry Bird  | 1976–1979        |
| 22     | Carl Nicks  | 1976–77, 1978-80 |